# Надгробие Павла Гольшанского

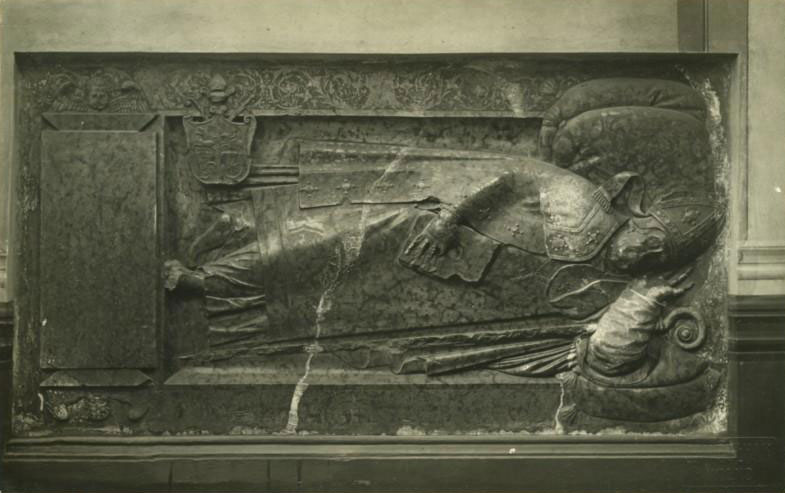
Надгробие Павла Гольшанского. Фотография начала XX века

Надгробие Павла Гольшанского — скульптурное надгробие эпохи Возрождения виленского епископа Павла Гольшанского (ум. 1555) в Виленском кафедральном соборе, созданное в 1550 году. Представляет собой ранний образец надгробия, содержащего реалистически выполненный портрет покойного, изображённого лежащим; такие надгробия были распространены в Литве и Польше в XVI-XVII веках.

## Описание
Гольшанский лежит, положив голову на подушки, украшенные по углам декоративными кисточками, в полном облачении епископа, включающем, помимо прочего, митру и посох, а также богато убранный орнат. Несоответствие позы и одеяния, характерное для надгробий этого периода, несколько сглаживается свободной позой покойного. Левую руку епископ заложил за голову, в правой руке держит Библию. Реалистично передано портретное сходство, подчеркнуты черты волевого, властного характера. Лицо старика, изрезанное морщинами, лишено идеализации. Декоративная окантовка состоит из характерных для ренессанса элементов — растительных мотивов и головок путти. Также на надгробии размещён собственный герб епископа.